# Antonio Vázquez
Antonio Vázquez (né le 26 janvier 1961) est un archer espagnol. Il participe aux Jeux olympiques d'été de 1980, aux Jeux olympiques d'été de 1988, aux Jeux olympiques d'été de 1992 et aux Jeux olympiques d'été de 1996. En 1992, il remporte le titre olympique dans l'épreuve par équipe avec ses coéquipiers Alfonso Menendez et Juan Holgado.

## Palmarès

### Jeux olympiques
- Jeux olympiques de 1992 à Barcelone,  Espagne
  -  Médaille d'or.